# Castello ducale di Sessa Aurunca
Il castello ducale si trova a Sessa Aurunca, in provincia di Caserta.

## Storia

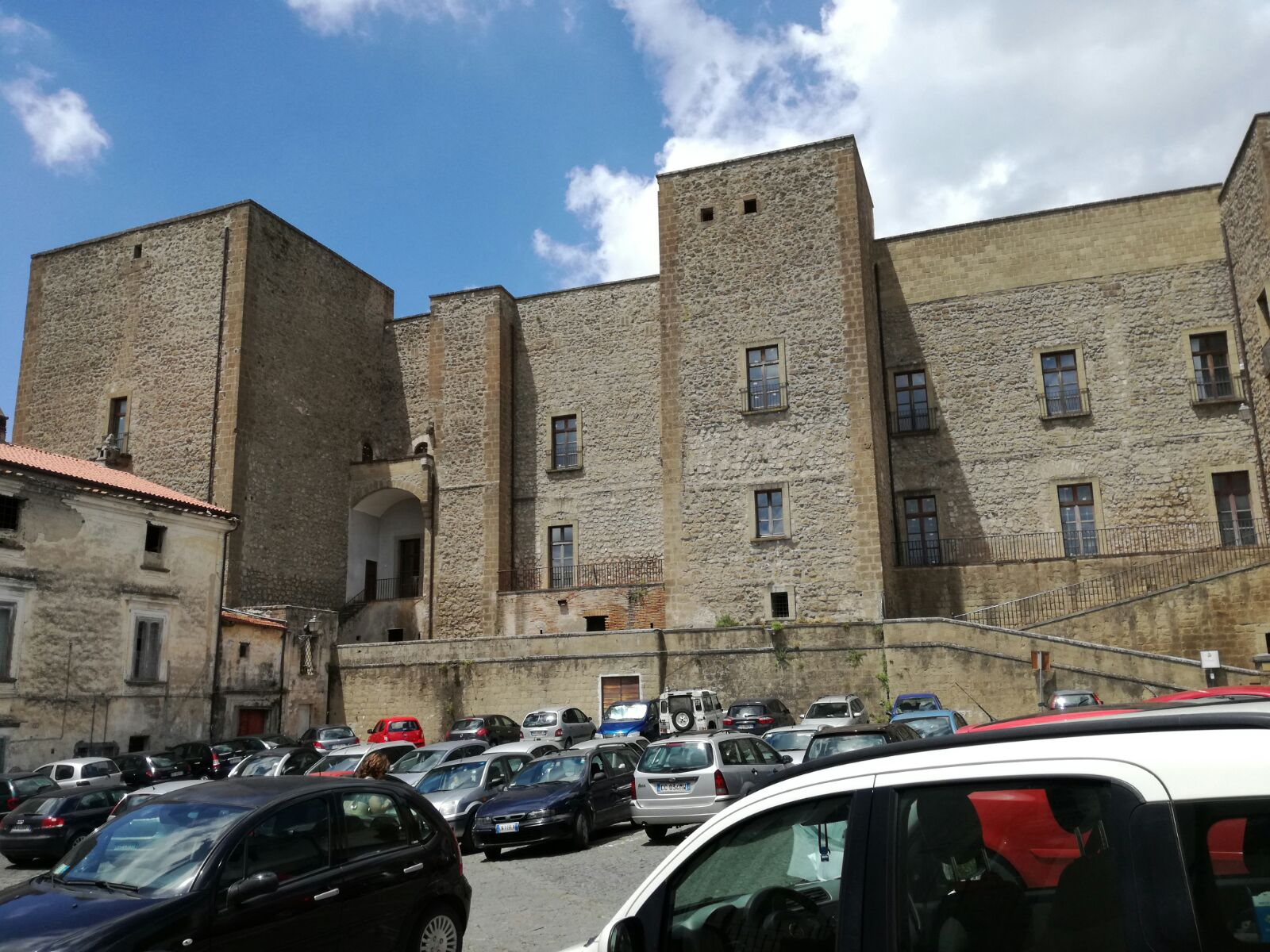
Lato est

L'edificazione del castello iniziò forse alla fine del IX secolo sull'antica acropoli ad opera di Landone, che in quegli anni era il gastaldo longobardo di Sessa, dopo aver perso Capua. Dovette certamente essere finito attorno al 963, quando nelle sue sale furono redatti gli atti del placito sessano. Venne ricostruito in epoca normanna non solo con funzioni di fortificazione militare (castrum), ma anche con funzioni residenziali per il signore della città (palatinum).
Con Federico II di Svevia fu nuovamente ampliato con nuove torri e divenne un centro di difesa militare del Regno di Napoli. Inoltre, a partire dal XV secolo il palazzo fu modificato per farlo diventare più adatto alla vita di corte e renderlo residenziale; fu infatti dimora di governatori, viceré, dei duchi Marzano (che ne furono proprietari fino alla morte di Marino Marzano nel 1466) e dei Carafa di Stigliano (dal 1522 al 1664). Tra gli ospiti illustri si annoverano gli imperatori Federico III e Carlo V, la cui permanenza è stata raffigurata in un dipinto ancora oggi contenuto nel "Salone dei quadri" del municipio di Sessa.
Il terremoto del 1688 causò gravi danni alla struttura, che però fu riparata sotto la guida di don Andrea Guerriero D. Torres (il tutto è rappresentato in un affresco interno). Dopo il possesso dei duchi di Paternò, nel 1806 il castello divenne proprietà del Comune, che lo usò prima come carcere e poi come scuola. In seguito ai lavori di restauro, durati dal 2007 al 2014, è stato adeguato ad ospitare il Museo Civico e la Biblioteca Comunale "Caio Lucilio".

## Descrizione

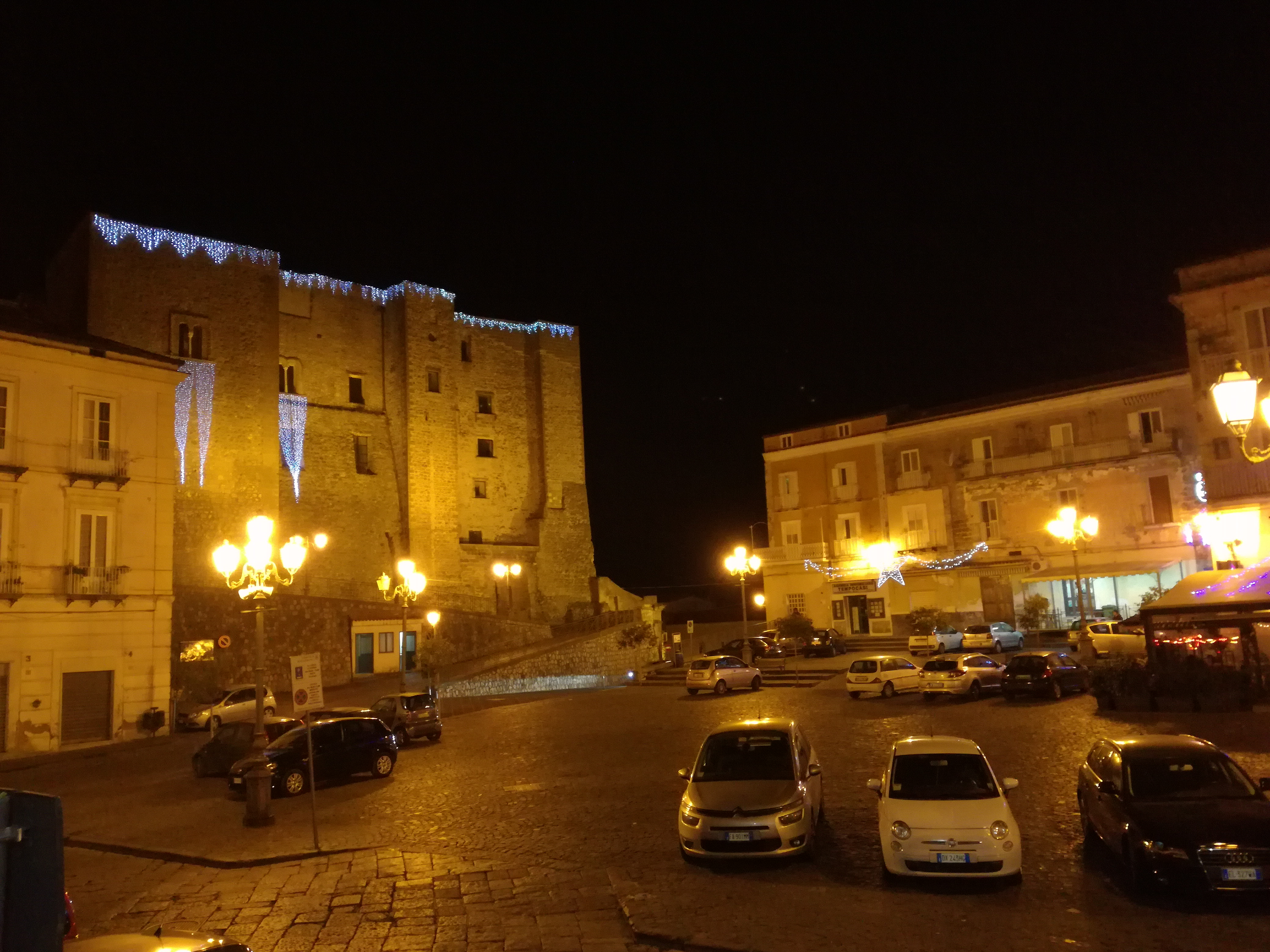
Il castello visto da Piazza XX settembre durante le feste natalizie

Il castello ha una pianta quadrangolare irregolare. Caratteristiche sono le bifore risalenti al XIII secolo circa, alcune delle quali sono state sostituite da normali finestre nel corso degli anni. Inoltre, l'originale aspetto medievale è andato via via perdendosi negli interni, ma grazie agli ultimi restauri si è cercato di sistemare il complesso monumentale, eliminando le strutture aggiunte nel XX secolo.

## Museo Civico Archeologico e Museo Archeologico Nazionale di Sessa Aurunca
Una piccola parte dei reperti provenienti dall'area del Teatro romano di Sessa Aurunca erano stati allestiti in una singola sala del Castello Ducale ed era conosciuta come Museo Civico Archeologico. Nel 2024, tuttavia, a seguito di un accordo di valorizzazione tra la Direzione regionale Musei nazionali Campania e il Comune di Sessa Aurunca, che consente a quest'ultimo il comodato d'uso gratuito dei locali, è stato creato il primo vero museo archeologico della città, che è stato inaugurato come Museo archeologico nazionale di Sessa Aurunca il 18 dicembre dello stesso anno; l'istituzione di questo museo è stata resa possibile mediante i fondi per l'accessibilità previsti dal Piano nazionale di ripresa e resilienza (PNRR) ed ha visto coinvolti anche il Museo archeologico nazionale di Napoli (MANN) e le Università del territorio, oltre che il Comune di Sessa Aurunca.